# 未来〜風の強い午後に生まれたソネット〜
「未来〜風の強い午後に生まれたソネット〜」（みらい～かぜのつよいごごにうまれたソネット～）は、森山直太朗の13枚目のシングル。2007年5月9日発売。発売元はユニバーサルミュージック。

## 概要
映画「初雪の恋 ヴァージン・スノー」主題歌。映画をイメージして制作された書き下ろし楽曲。ストリングスを大きく取り入れている。ミュージック・ビデオは「未来」を意識。ロボットが登場している。DVD付初回限定盤と通常盤の2形態で発売。通常盤はボーナス・トラック追加収録。DVDには本楽曲のミュージック・ビデオを収録。本作より森山のレーベルがユニバーサルJからNAYUTAWAVE RECORDSに移動した。

## 収録曲
全曲　作詞・作曲：森山直太朗/御徒町凧

### ＣＤ
1. 未来〜風の強い午後に生まれたソネット〜
2. 明けない夜はないってことを明けない夜に考えていた
3. （通常盤のみ収録）未来〜風の強い午後に生まれたソネット〜（森山直太朗ワールドツアー2007「全ての柔らかいモノのために」Live at 東京国際フォーラム3.24）

### ＤＶＤ
1. （初回限定盤のみ）未来〜風の強い午後に生まれたソネット〜（ミュージック・ビデオ）